# Heinrich Heine
Heinrich Heine, nemški romantični pesnik, * 13. december 1797, Düsseldorf, Nemčija, † 17. februar 1856, Pariz, Francija.
Po njem se imenuje univerza v Düsseldorfu in družba (Heinrich-Heine-Gesellschaft), ustanovljena 1956 prav tam, inštitut v Frankfurtu ob Majni in več nemških literarnih oz. kulturnih nagrad.

## Življenje

### Mladost in učna leta
O Heinejevm rojstnem kraju se ne poraja noben dvom, prihaja pa do nejasnosti glede točnega datuma rojstva. Vsi dokumenti iz tega časa, ki bi nam dali informacije o tem, so se v zadnjih dvesto letih izgubili. Heine sam sebe v šali označuje kot »prvega moža stoletja«, rojen bi naj namreč bil na novoletno noč leta 1797. Priložnostno je kot leto rojstva navedel leto 1799. Po današnjih raziskavah pa velja, da je Harry Heine – njegovo rojstno ime – na svet prišel 13. decembra 1797. Svoje otroštvo in mladost je preživel v času velikih sprememb, ki so bile posledice francoske revolucije. Bil je najstarejši od štirih otrok suknarja Samsona Heineja in njegove žene gospe Betty, rojene van Geldern. Sestri je bilo ime Charlotte, bratoma pa Gustav (kasnejši baron Heine-Geldern in izdajatelj dunajskega lista »Wiener Fremdenblatt«) in Maximilian, kasneje zdravnik v Sankt Petersburgu. Od leta 1803 je Harry Heine obiskoval izraelitsko zasebno šolo Heina Hertza Rintelsohna. Ko je knežja bavarska vlada leta 1804 tudi judovskim otrokom dovolila, da smejo obiskovati krščanske šole, je Heine odšel na mestno osnovno šolo. Leta 1807 je obiskoval pripravljalni razred duseldorfskege liceja, današnje gimnazije »Görres-Gymnasium«, ki je delovala v smislu poznega razsvetljenstva. Licej je obiskoval od leta 1810 do 1814, zapustil pa ga je brez zaključnega spričevala, saj se je po družinski tradiciji pripravljal na trgovski poklic na trgovski šoli.
1811. leta je 13-letni Heine doživel vdor Napoleona v Düsseldorf. Med letoma 1815 in 1816 je delal sprva kot prostovoljec pri frankfurtskem bankirju Rindskopffu.
Heine in njegov oče sta takrat obiskovala prostozidarsko ložo »Zur aufgehenden Morgenröte«. Med prostozidarji sta postala družbeno priznana, kar je bilo takrat pri pripadnikih judovske vere redkost. 
Leta 1816  je odšel v banko svojega premožnega strica Salomona Heineja v Hamburgu. Salomon, ki je bil v nasprotju s svojim bratom poslovno zelo uspešen in je bil večkratni milijonar, se je zavzel za svojega nečaka. Do svoje smrti, leta 1844, ga je finančno podpiral, čeprav je kazal bolj malo zanimanja za literaturo.
Od leta 1815 je Harry Heine redno pisal pesmi, s čimer je začel že med šolanjem na liceju. Ker Heine ni imel niti želje niti talenta za denarne posle, mu je stric opremil suknjarsko trgovino. A »Harry Heine & Co« je že kmalu objavil svoj bankrot. Lastnik se je že takrat raje posvečal pesništvu. Družinski mir pa je skalila tudi njegova nesrečna ljubezen do sestične Amalie.

### Študij v Bonnu, Göttingenu in Berlinu
Najverjetneje so dvostranskosti v družini strica Salmona Heineja prepričale v to, da je popustil pritisk in nečaku omogočil študij daleč od Hamburga. Čeprav se Heine ni preveč zanimal za pravo, je 1819 pričel s študijem. Najprej se je vpisal na univerzi v Bonnu (takrat v Prusiji), a le na eno pravno predavanje. Heineja je bolj kot pravo zanimal študij zgodovine in književnosti. Univerza je kot predavatelja angažirala slavnega literarnega kritika in misleca Augusta Wilhelma Schlegla in Heine ga je slišal govoriti o Nibelungih in romantiki. Čeprav se je pozneje posmehoval Schleglu, je Heine v njem našel naklonjenega kritika za svoje zgodnje verze. Heine je začel pridobivati sloves pesnika v Bonnu. Napisal je tudi dve tragediji, Almansor in William Ratcliff, vendar sta bili v gledališču le malo uspešni. 
V zimskem semestru 1820 je Heine odšel na Univerzo v Göttingenu, ki pa jo je zaradi afere moral zapustiti že nekaj mesecev kasneje: zaradi družbene zapostavljenosti judov v takratni Nemčiji je Heine skušal prikriti svoj judovski izvor. Ko ga je eden od sošolcEv užalil zaradi judovstva, ga je Heine pozval na dvoboj. Februarja 1821 sta bila oba izključena za en semester. Še istega meseca je bil Heine izključen iz bratovščine zaradi kršitve zapovedi o čednosti, ker je v bordelu staknil spolno prenosljivo bolezen.
Njegov stric se je zdaj odločil, da ga pošlje na Univerzo v Berlinu. Heine je prispel v Berlin marca 1821. To je bilo največje, najbolj svetovljansko mesto, ki ga je kdaj obiskal. Univerza je Heineju omogočila dostop do pomembnih kulturnih osebnosti kot predavateljev: sanskritista Franza Boppa in homerskega kritika F. A. Wolfa, ki sta navdihnila Heinejevo vseživljenjsko ljubezen do Aristofana. Najpomembnejši je bil filozof Hegel, katerega vpliv na Heineja je težko oceniti. Verjetno je Heineju in drugim mladim študentom dal idejo, da ima zgodovina pomen, ki bi ga lahko razumeli kot naprednega. Heine je v Berlinu sklenil tudi dragocena poznanstva, predvsem liberalca Karla Augusta Varnhagena in njegovo židovsko ženo Rahel, ki je imela vodilni salon, tako imenovan Drugi salon Rahel Varnhagens.
V času bivanja v Berlinu je Heine debitiral kot knjižni avtor. V začetku 1822 so v založbi Mauerchhen Buchhandlung izšle njegove Pesmi (Gedichte), 1823 pa Tragedije (Tragödien) pri založbi »Verlag Dümmler«, poleg Liričnega intermezza (Lyrische Intermezzo). Svojima tragedijama Almansor in Wiliam Ratcliff je Heine najprej pripisal velik pomen, a sta bili kljub temu neuspešni. Premiero Almansorja so morali 1823 v Braunschweigu prekiniti zaradi javnih protestov, Ratcliff pa v času njegovega življenja sploh ni bil uprizorjen.
Med letoma  1822 in 1824 se je Heine prvič intenzivno ukvarjal z judovstvom. V Berlinu je bil aktiven član Društva za judovsko kulturo in znanost Verein für Cultur und Wissenschaft der Juden, ki ga je med drugimi obiskoval tudi Leopold Zunz, eden od utemeljiteljev gibanja »Judovska znanost« (Wissenschaft des Judentums) in je leta 1824 začel z delom na fragmentu nastajajočega romana Der Rabbi von Bacherach. Spomladi leta 1823, dve leti pred prestopom v krščanstvo, je v pismu svojemu prijatelju Imanuelu Wohlwillu napisal: »Tudi jaz nimam moči, da bi nosil brado in poslušal, kako me zmerjajo z Judom, se postil, itd.« Ukvarjanje z judovskimi motivi se je v času po krstu sicer umaknilo v ozadje, a ga je zaposlovalo vse življenje. Ponovno izražanje/Ponoven izraz se najde predvsem v njegovih kasnejših delih, v Hebrejskih melodijah (Häbreische Melodien) tretje knjige Romanzero (Romanzero). 

### Napredovanje, krst in afera Platen
V letu 1824 se je Heine vrnil v Göttingen, kjer je leta 1825 promoviral v doktorja prava.
Da bi povečal svoje zaposlitvene možnosti kot pravnik, se je dal leta 1825 protestantsko krstiti in je prevzel ime Christian Johann Heinrich. Od takrat naprej se je imenoval Heinrich Heine. Sprva je skušal krst prikriti: zato do krsta ni prišlo v cerkvi, ampak v duhovnikovem stanovanju s krstnim botrom kot edino pričo. Takrat versko popolnoma neopredeljen, je na krstni list gledal kot na vstopnico v evropsko kulturo. Vendar pa je moral ugotoviti, da mnogi nosilci te kulture tudi krščenega Juda niso sprejeli kot sebi enakega. Heine pa vendar ni bil pripravljen sprejeti zapostavljanja in žalitev. To se posebej nazorno kaže v t. i. aferi Platen. Iz literarnega spora s pesnikom Augustom grofom von Platenom je prišlo do osebnega spora: posledično so Heineja napadli zaradi svoje judovske preteklosti. Boj se je izvršil v literarni obliki v tretjem delu Potopisnih slik (Reisebilder). V Die Bäder von Lucca  Heine kritizira Platenovo poezijo kot sterilno in to napelje na grofovo homoseksualnost in jo s tem uradno oznanil. Označil ga je kot toplega brata in napisal, da je grof »narobe zvezan«. Spor je občutno škodoval obema. Platen, ki je samega sebe videl kot družbeno nezmožnega, je ostal v prostovoljnem izgnanstvu. Heine pa je našel le malo razumevanja in javne podpore za svoje ravnanje. Razlog, da mu kralj Ludwig I. Bavarski ni dodelil že skoraj zagotovljene profesure, je Heine videl v filosemtiskem napadu Platena in drugih. Heine je svoj prestop v krščanstvo kasneje večkrat obžaloval, saj mu ni prinesel pričakovanih koristi.
»Obžalujem da sem se dal krstit, zdi se mi, da mi od tedaj ne gre nič bolje, nasprotno, od tedaj imam samo nesrečo.« - Pismo Mosesu Moserju 9. januarja 1826. Skoraj vse biografije poudarjajo pomembnost judovskega izvora za njegovo življenje. Posebno literarni kritik Marcel Reich-Ranicki meni, da razlog za Heinejevo emigracijo v Pariz ni bil političen, pač pa bolj izključevanje iz nemške družbe. V Franciji je Heine veljal za Nemca in s tem za tujca, v Nemčiji pa vedno za juda in s tem izobčenca.

### Prvi literarni uspehi
Svoje prve pesmi je Heine objavil že leta 1816 v svojem hamburškem času, pod psevdonimom Sy. Freudhod Reisenharf (Anagram za: Harry Heine, Dusseldorf) v časopisu Hamburgs Wächter. Kot H. Heine je decembra 1821 objavil svojo prvo zbirko pesmi z naslovom Pesmi (Gedichte) v Berlinu. 1823 so sledile Tragedije, poleg liričnega Intermezza. V tragediji Almasor, ki je nastala leta 1821, se Heine prvič obširno ukvarja z islamsko kulturo mavrske Andaluzije, ki jo je vedno znova opeval v številnih pesmih in propad katere je obžaloval. 
V Almasorju najdemo eno od njegovih prvih političnih izjav: »To je bila samo predigra, kjer požigajo knjige, na koncu požigajo tudi ljudi.«
1824 je izšla zbirka Triintrideset pesmi (Dreiundreißig Gedichte), med njimi tudi Heinejevo sedaj najbolj poznano delo v Nemčiji: Lorelaj (Die Loreley). V istem letu je med potovanjem v Weimerju obiskal Johanna Wolfganga Goetheja, ki ga je zelo občudoval. 
Vse njegove objave v Nemčiji so bile cenzuriranem kar je satirično opisal v knjigi Das Buch Le Grand. V takratnem času je Heine postopoma postajal velik literarni talent. Od začetka 1830 se je njegova slava razširila po Nemčiji in Evropi. Na dopustu julija/avgusta 1830 na Helgolandu je po svojem lastnem prepričanju napisal Pisma iz Helgolanda, ki so izšla šele 1840 kot druga knjiga njegovih spominskih zbornikov Börne Denkschrift.

### Pariška leta
Zaradi svojih političnih pogledov vse bolj osovražen – predvsem v Prusiji – in naveličan cenzure v Nemčiji, je šel Heine leta 1831, po izbruhu francoske julijske revolucije v Pariz. Tu se je začelo njegovo drugo življenjsko in ustvarjalno obdobje.
Svojo rodno deželo je videl le še dvakrat. Ko so bila vsa njegova dela leta 1833 v Prusiji prepovedana, in leta 1835, po sklepu Frankfurtskega zveznega parlamenta, v vseh državah članicah Nemške zveze, je Pariz postal Heinejev dokončni eksil. Enaka usoda je doletela pisatelje Mlade Nemčije.
Za Heineja pa se je že leta 1832 odprl nov vir dohodka in sicer kot pariškemu dopisniku časopisa Ausburger Allgemeine Zeitung, ki ga je izdajal Johann Friedrich Cotta, založnik Schillerja in Goetheja. Svoje časopisne članke tega časa je leta 1833 objavil v knjižni obliki pod naslovom Francoske razmere (Franzözische Zustände).
V istem letu so se že pokazali prvi simptomi bolezni – ohromelost, glavoboli in slabovidnost – ki ga je zadnja leta njegovega življenja priklenila na posteljo. Sprva pa je užival življenje v Parizu. Srečal je »velika imena« evropskega kulturnega življenja kot so Hector Berlioz, Ludwig Bröne, Frédéric Chopin, George Sand, Alexander Dumas in Aleksander von Humboldt.
Svetovno mesto Pariz je Heineju dalo navdih za poplavo esejev, političnih člankov, polemik in spominskih zbornikov, pesmi in proznih del. V delih kot so Francoske razmere (1832) poskuša Nemcem bolj približati Francoze in obratno. Pri tem so mu uspele analize skoraj preroške kakovosti, na primer zaključna beseda v spisu K zgodovini vere in filozofije v Nemčiji (Zur Geschichte der Religion und Philosophie in Deutschland).
Prej kot večina sodobnikov, je Heine spoznal uničevalne poteze nemškega nacionalizma, ki se je - v nasprotju od francoskega - vidno oddaljil od idealov demokracije in ljudske suverenosti. Pesnik je namreč v tem čutil podtalno sovraštvo do vsega tujega, kot piše v pesmi Tostranstvo in onostranstvo Rena (Diesseits und jenseits des Rheins). 

### Polemika z Ludwigom Börnom
Naslednja pomembna dela iz teh let so bila Romantična šola (Die romantische Schule) fragmentni roman Der Rabbi von Bacherach in spominski zbornik O Ludwigu Börnu (Über Ludwig Börne). V njih se Heine odziva na pisma svojega prejšnjega prijatelja iz Pariza, v katerih mu očita, da je izdal cilje revolucije. Podobno kot v sporu z Platenom je tudi v sporu z Ludwigom Brönejem, ki je bil v svojem času bolj znan kot Heine, pomembno vlogo imelo njuno medsebojno nerazumevanje. Dejanski vzroki pa so bili fundamentalne narave in so se dotaknili pesnikove in umetnikove predstave o samem sebi nasplošno.

### Poroka, potovanje v Nemčijo in prepir o dediščini
Še pred dvobojem se je Heine poročil leta 1841 v cerkvi Saint-Sulpice z nekdanjo prodajalko čevljev, Augustine Crescence Mirat, ki jo je imenoval Matilda. Takrat 18-letno jo je spoznal leta 1833, od oktobra 1834 sta najverjetneje živela skupaj in želel je, da je v primeru njegove smrti preskrbljena. Poroka je na njeno željo potekla po krščanskih običajih. Svoj judovski izvor ji je Heine dosmrtno zamolčal.
Veliko njegovih prijateljev, kot Marx in Angels sta odklanjala njegovo zvezo s preprosto, a radoživo žensko. Izgleda, da jo je Heine ljubil tudi zato, ker je bila drugačna od njegovega kroga intelektualcev. Njuno skupno življenje je bilo od časa do časa turbulentno: pogostim zakonskim prepirom, katerih vzrok je bil Matildin darežljiv odnos do denarja, je po navadi takoj sledila sprava.
Heineja pa je skrbelo tudi za svojo, vmes že ovdovelo mati, ki je živela sama. Da bi jo ponovno videl in ji predstavil svojo ženo, je leta 1843 in 1844 odpotoval v Nemčijo. V Bückwenburgu je leta 1843 obiskal rojstno hišo svojega dedka. V Hamburgu pa je srečal svojega založnika Campe in zadnjič svojega strica in dolgoletnega podpornika Salamona Heineja.
Ko je Salomon umrl decembra 1844, je med sinom Carlom in nečakom Heinrichom Heinejem izbruhnil več kot dve leti trajajoč spor glede dediščine. Heine, ki se je počutil ponižanega, je v nadaljevanju spora uporabil tudi publicistična sredstva in je izvajal javni pritisk nad Carlom.

### Heine in socializem
Sredi 40. let sta nastala Heinerjeva pomembna epa v verzih Atta Trol in Nemčija, zimska pravljica (Deutschland ein Wintermärchen), za katerega pobudo je dalo potovanje v Nemčijo leta 1843. V slednjem je zelo ostro komentiral državne, cerkvene in družbene razmere v Nemčiji. 
Že od začetka štiridesetih let 19. stoletja se je Heinejev ton vidno radikaliziral. Spadal je med prve nemške pesnike, ki so opazili posledice uveljavljajoče industrijske revolucije in v svojih delih načeli temo bede novo nastalega delavskega razreda. Primer za to je pesem Šlezijski tkalci (Die schlessischen Weber) iz junija 1844. 
Že od začetka svojega pariškega časa, je Heine imel stike z zastopniki Saint-simonisma, eno prvih socialističnih smeri. Kljub tem kontaktom in prijateljskimi odnosi z Marxom in Engelsom, pa je imel ambivalenten odnos do komunistične filozofije. Heine je prepoznal stisko nastajajočega delavskega razreda in je podpiral njihove želje. Obenem pa se je bal, da bosta materializem in radikalnosti komunističnih idej, uničila veliko od tega, kar je ljubil in občudoval pri evropski kulturi.

### Spodletela revolucija
Na začetku februarske revolucije je bil Heine priča bojem na barikadah. Simpatiziral je z liberalnim gibanjem, zato je revolucionarne dogodke po Evropi leta 1848 spremljal z mešanimi občutki.
Tudi s političnimi razmerami, ki jih je leta 1830 ustvarila julijska revolucija v Franciji, se je strinjal. Od tedaj ni imel nobenih problemov s sprejetjem pokojnine francoske države. Pariško februarsko revolucijo in njene posledice je opazoval z vse večjim dvomom 
V nasprotju s tem pa je najprej morala biti sploh ustanovljena demokratično osnovana nacionalna država. Temu cilju, ki ga je Heine odobraval, so najprej sledili liberalci med marčno revolucijo v državah nemške zveze. Zagovorniki republiško-demokratične oblike države v na novo zasedenem parlamentu (Kammerparlament) in v frankfurtski narodni skupščini, so ostali v manjšini, Heine se je kmalu oddaljil od razvoja v Nemčiji. V poskusu prvega vsenemškega parlamenta, da bi ustvarili monarhijo pod pomembnim cesarstvom, je videl samo politično neprimerne romantične sanjarije o ponovni oživitvi svetega rimskega cesarstva, ki je propadel leta 1806.
Barve črna-rdeča-zlata so v Heinejevih očeh predstavljale obraten simbol, barve nemškega burševstva, ki mu je očital tevtonstvo in nekakšen patriotizem v frazah. 

### Smrt
V februarju 1848, ko je izbruhnila pariška revolucija, je Heine doživel zlom. Skoraj popolnoma ohromljen, je zadnjih 8 let svojega življenja preživel priklenjen na posteljo-grobnico/pernato grobnico (»Matratzengruft«), kakor je sam krstil svojo sobo. 
Njegova živčna bolezen se je od leta 1845 v več zagonih dramatično poslabšala. 1846 so ga celo predčasno razglasili za mrtvega.
Heine je bil prepričan, da je zbolel za sifilisom. To diagnozo so najprej prevzeli številni biografi, kasneje pa so se o tem porajali dvomi. 
Heinejeva duševna ustvarjalnost tudi v težavnih letih Heinejevega ležanja ni popustila. Ko je bil še komaj zmožen sam pisati, je verze in spise narekoval svojemu tajniku ali pa mu je pustil svoje lastnoročne zapiske. Kljub tem težkim pogojem je objavil še vrsto pomembnih del, med njimi leta 1851 zbirko pesmi Romanzero in Doktor Faust. Ein Tanzpoem in leta 1845 tri zvezke Raznovrstnih spisov (Vermischte Schrifte), med drugimi svojo politično dediščino. 
V letih pred svojo smrtjo je Heine omilil pogled na religijo. V oporoki iz leta 1851 se je opredelili za vero v osebnega boga, ne da bi se ponovno približal judovski ali krščanski cerkvi. Heinrich Heine je umrl 17. februarja 1856. Tri dni kasneje je bil pokopan na montmartrskemu pokopališču, kjer je 27 let kasneje po pesnikovi izrecni želji svoj poslednji mir našla tudi Mathilde.
Christian Johann Heinrich Heine je bil eden najpomembnejših nemški pesnikov in novinarjev 19. stoletja. Velja za zadnjega pesnika romantike, hkrati pa jo je tudi presegel. Poetiziral je vsakdanji jezik, feljton in potopis povzdigne v umetniško obliko in nemščini podelil do tedaj nepoznano elegantno lahkost. Dela malokaterega nemškega pesnika so bila do danes tako pogosto prevedena in uglasbena. Kot kritično politično angažiranega novinarja, esejista, satirika in polemika so Heineja sprejemali z občudovanjem in hkrati strahospoštovanjem. Zaradi svojega judovskega izvora in političnega prepričanja so ga vedno znova napadali in izgnali. Vloga izobčenca je zaznamovala njegovo življenje, delo in spremenljivo recepcijo njegovega dela.

## Pomen in vpliv
Zaradi njegove samostojnosti in oblikovne ter vsebinske širine njegovih del ga ne moremo jasno uvrstit v določeno literarno smer. Heine sicer izhaja iz romantike, a je kmalu presegel njen ton in tematiko – tudi v liriki. Njegov biograf Joseph A. Krusev v njegovih delih vidi elemente razsvetljenstva in weimarske klasike, realizma in simbolizma.
Heine je bil predvsem politično kritičen avtor predmarčnega obdobja. Z avtorji Mlade nemčije, h katerim včasih štejemo tudi Heineja, ga povezuje prizadevanja za politične spremembe in več demokracije po vsej Evropi. 
Do Heinejevega distanciranje od tendenčne literature, ki jo je med drugim primerjal z »rimanimi časopisnimi članki« pa je prišlo bolj iz estetskih kot iz političnih razlogov. Osebno je bil Heine blizu Karlu Marxu in Friderichu Engelsu, kljub temu da njihove politične filozofije niso bile popolnoma enake. 

### Prepiri o postavitvi spomenika
Leta 1887 so se začela prizadevanja za postavitev spomenika v pesnikovem rojstnem mestu Düsseldorfu ob stoti obletnici njegovega rojstva. Nacionalistični in antisemitski raziskovalci literature so pripomogli, da je javno sprejemanje Heineja naraslo. 
Adolf Bartles naknadno denunciral düsseldorfske načrte o spomeniku, v svojem zloglasnem eseju »Heinrich Heine«, objavljenem leta 1906.
Spričo podobnih pripomb je düsseldorfski mestni svet že leta 1893 umaknil svojo privolitev za postavitev spomenika, ki jo je ustvaril kipar Ernst-Herter.
Nemški Američani pa so v newyorški mestni četrti Bronx postavili upodobitev Lorelaj. Danes stoji v bližini štadiona Yankee-Stadion in je poznan kot vodnjak »Lorelai Fountain«. V Düseldorf so v Heinejevo rojstno hišo kasneje prinesli spominsko ploščo, ki pa so jo 1940 odmontirali in jo stopili v vojne namene.
Kot Heinejeva občudovalka je cesarica Elizabeta Bavarska podpirala düsseldorfsko iniciativo in je tudi mestu Hamburg zagotovila Heinejev spomenik.
Spomenik je bil zgrajen na osebnem zemljišču založbe Hoffmann und Campe Verlag na ulici Mönckebergerstrasse in šele leta 1927 javno razstavljen v Altonu. Da bi ga zasčitila pred uničenjem nacistov, ga je Campova hči leta 1934 demontirala in ga odpeljala v svoje bivališče, južnofrancosko pristaniško mestece Toulon. Med nemško zasedanjem Francije je bil skrit, potem pa je spomenik, ki je že veliko prepotoval, svoje končno mesto našel v botaničnem vrtu Toulun.
Javni spomenik je mseto Hamburg dobilo leta 1926, ko so v mestnem parku Winterhuder Stadtpark odkrili spomenik, ki ga je 1911 izdelal kipar Hugo Lederer.
Nacisti so ta spomenik ponovno odstranili 1933 in ga celo pretopili med drugo svetovno vojno. Od 1982  stoji na trgu mestne hiše nov Heinejev spomenik, kiparja Waldmerja Otta.
Prvi Heinejev spomenik, ki so ga v Nemčiji javno postavili, je bila alegorična skulptura Goerga Kolbeja leta 1913 v mestu Frankfurt. V času nacizma je bil skrit v kleti muzeja Städtel-Museum, pod nenevarnim imenom »Frühlingslied«. Tako je kot edini nemški Heinejev spomenik preživel vojno in danes ponovno stoji v frankfurtskih okopih. Heinejevo rojstno mesto Düsseldorf je pesniku postavilo spomenik leta 1981, skoraj 100 let po prvih prizadevanjih.

### Sporno sprejemanje
Dela Heinricha Heineja so bila obdobju tretjega Rajha, njegove knjige pa so skupaj s knjigami njegovih sodobnikov sežgali leta 1933. Po vojni je Theodor W. Adrono razširil trditev germanista Walterja Arthurja Berendsohna, da je Heinejeva pesem Loreley izšla v čitanki v času nacizma z navedbo »Avtor: »neznan«, za kar pa ni nobenih dokazov.
Po letu 1945 je bilo sprejemanje Heineja in njegovih del ambivalentno in predmet številnih diskusij.
Če so ga v ZRN v restavracijski klimi sprejemali le zadržano in kvečjemu kot romantičnega pesnika, ga je NDR sprejela relativno hitro in ga v okviru koncepta dediščine popolnoma sprejela in si prizadevala za razširitev njegovega dela med bralce, pri čemer pa so največ pozornosti posvečali delu »Nemčija. Zimska pravljica. – Deutschland, ein Wintermärchen« in njegovemu stiku s Karlom Marxom. V spominskem letu 1956 je bil v Weimarju organiziran prvi mednarodni znanstveni Heinejev kongres. 
Istega leta je bila v Düsseldorfu ob Heinejevi 100 obletnici smrti ustanovljena družba »Heinrich-Heine-Gesellschaft«. V 1960 letih pa se tudi v zvezni državi povečalo zanimanje za Heineja. Kot center zahodno nemškega raziskovanja o Heineju se je postopoma ustalilo njegovo rojstno mesto Düsseldorf. Iz Heinejevega arhiva se je postopoma razvil inštitut Heinrich-Heine-Institut z arhivom, knjižnico in muzejem. Od leta 1962 je redno izhajal Heinejev zbornik, ki je napredoval v mednarodni forum Heinejevega raziskovanja. Vrh tega, od leta 1972 mesto Düseldorf podeljuje nagrado Heinrich-Heine-Preis.

### Heine danes
Zanimanje za Heineja, povsem neodvisno od uradne slave, je naraščalo pri mladih znanstvenikih in politično angažiranih bralcih, kar so spodbujala študentska gibanja iz leta 1968. 
V 1980 letih je ideološko kovano razpravljanje o Heineju občutno upadlo. Strokovnjaki so se odtlej posvečali zanemarljivim vprašanjem, med drugim poznemu Heineju. Njegova dela so se naraščajoče pojavljala v učnih in bralnih načrtih šol in univerz, kar je vodilo v porast didaktično orientirane Heinejeve literature.
Kljub svetovnonazorskim razlagam in strokovnim spremembam paradigme je Heinejeva lirika zelo priljubljena, njegove romantične, pogosto ljudske pesmi – od zbirke Knjiga pesmi (Buch der Lieder) dalje - pa se da povezati z glasbo. Na gledaliških odrih Heinejevih del pogosto ni opaziti. Izjema je Tankred Dorst, ki je jeseni 1997 Heineja samega naredil za junaka dela »Harrys Kopf«.
Številni pisatelji 19. in 20. stoletja so se lotili Heinejevih del, med njimi tudi pomembna pripovednika Theodor Fotane in Thomas Mann. 
Veliko izrazov, ki jih je uporabljal Heine, se je ohranilo v nemškem vsakdanjem jeziku, med njimi beseda »fiasko«, ki jo je prevzel iz francoščine in metafora »vprašanja hvala«, ki ji je uporabil v pesmi, ki je bila nastrojena proti grofu Platenu. 
Sprejemanje Heineja v Nemčiji in Franciji je imelo vzpone in padce, ampak tudi v Izraelu je pesnik do danes sporen, tudi iz drugih razlogov: v Tel Avivu je prišlo do razprave med sekularnimi in ortodoksnimi Judi, glede poimenovanja ulice po Heineju. Tudi v Jeruzalemu in Hafiji je bila po Heineju poimenovana ulica. Poleg tega pa je v Izraelu aktivna Heinejeva družba. 
Bistveno premočrtno je bilo sprejemanje Heinejevih del v preostalem svetu. Heine je bil eden prvih nemških avtorjev, katerega dela so bila na razpolago za branje v vseh jezikih. To opredeli Heinejev vpliv na druge nacionalne literature. Posebej priznan je Heine poleg v Franciji še v Angliji, Vzhodni Evropi in Aziji.

## Heine in glasba
Heine ni igral nobenega inštrumenta in tudi na področju glasbene teorije je bil laik. Ker pa po njegovem razumevanju umetnosti ni bilo strogih meja med različnimi oblikami umetnosti, je vedno znova kot novinar v Augsburger Algemeine Zeitung, komentiral glasbene predstave in dela njegovega časa; med njimi tudi take mednarodnih razsežnosti kot so Giacomo Meybeer, Franz Liszt, Robert Schumann in Richard Wagner. 
Tudi v njegovi liriki je opaziti zanimanje za glasbo, na primer v posmehljivi pesmi »Zur Teologie«.
Kljub njegovemu pomanjkljivemu teoretičnemu znanju, na področju glasbe je bilo velikim njegovim sodobnikom komponistom in interpretom, pomembno njegovo mnenje, najverjetneje, ker mu je kot liriku pripadala določena kompetenca pri glasbenih vprašanjih. A vendar ne bi bilo prav, če bi Heineja označili za glasbenega kritika. Zavedal se je svojih omejenih sposobnosti na tem področju in je redno pisal feljtone, v katerih se je temi določenega dela približal subjektivno in intuitivno.
Različni komponisti so glasbeno obdelali Heinejeva dela, ker je velikega pomena. To se je prvič zgodilo leta 1825 z njegovo pesmijo Gekommen ist der Maie, ki jo je Carl Friedrich Curschmann predelal v pesem.
Uglasbitev Heinejevih del je svoj vrhunec dosegla 30 let po pesnikovi smrti, leta 1884 – s skupaj 1093 deli, ki jih je uglasbilo 538 različnih glasbenikov in komponistov. Še nikoli do sedaj ni bilo v enem samem letu komponistom na voljo več del enega samega avtorja. Metznerjeva Bibliografija govori o 6.833 uglasbitvah Heinejevih del, med katerimi se pojavljajo številni znani komponisti. Najbolj priljubljena Heinejeva uglasbitev v Nemčiji pa je Lorelei, Fredricha Scillerja.
Heinejev pomen v glasbenem ustvarjanju se je ohranil do prve svetovne vojne. V času antisemitizma pa se je »Heine–Boom« umiril in popolnoma zamrl v času nacionalsocializma v Nemčiji. Danes glasbeniki in komponisti ponovno izvajajo Heinejeva dala, med njimi tudi operni kopomonisti kot nazadnje Günter Bialas, čigar opera »Aus der Matrazengruft« je bila uprizorjena leta 1992. 

## Delo
Res da ni pisal pesmi iz življenja, je pa pisal pesmi iz src domačega naroda!

### Pesniške zbirke
- Pesmi (Gedichte, 1821, sl. 1975. )
- Triintrideset pesmi (Dreiunddreißig Gedichte, 1824
- Knjiga pesmi (Buch der Lieder, 1827)
- Nove pesmi (Neue Gdichte, 1844)
- Nemčija. Zimska pravljica (Deutschland. Ein Wintermärchen) – 1844 – v okviru Novih pesmi
- Romancero (Romanzero) – 1851
- Pesnitev Atta Troll – Sen letne noči (Atta Troll – Ein Sommernachtstraum, 1847)

### Proza
- Der Rabbi von Bacherach.

### Potopisi
- Potopisne slike. Prvi del. (Reisebilder. Erster Teil, 1826)
- Potopisne slike. Drugi del (Reisebilder. Zweiter Teil, 1827)
- Potopisne slike. Tretji del (Reisebilder. Driter Teil, 1830)
- Potopisne slike. Četrti del (Reisebilder. Vierter Teil, 1831)

### Dramatika
- Ratcliff (Ratcliff, 1821)
- Tragedije z lirskim intermezzom (Tragödien nebst einen lyrischen Intermezzo, 1823 - vključujejo: William Ratcliff (William Ratcliff), Almansor (Almansor) in Lirski intermezzo (Lyrisches Intermezzo)

### Eseji, pisma, članki, spisi
- Spis »K zgodovini vere in filozofije v Nemčiji« (Zur Geschichte der Religion und Philosophie in Deutschland).(1833-34)
- Pisma o Nemčiji (1844)
- Komunistični manifest (Komunistisches Manifest, 1848)
- spis Popotovanje od Münchna do Genove (1829)
- Francoske razmere (Franzözische Zustände, 1832)
- Pisma iz Helgolanda (Briefe aus Helgoland, 1830)